# Sami Yaffa
Sami Yaffa (Sami Lauri Takamäki 4 de septiembre de 1963 en Espoo, Finlandia) es un bajista, reconocido por su trabajo con las bandas New York Dolls, Michael Monroe y Hanoi Rocks. También toca la guitarra en la agrupación Mad Juana.

## Discografía

### Hanoi Rocks
- Bangkok Shocks, Saigon Shakes, Hanoi Rocks - 1981
- Oriental Beat - 1982
- Self Destruction Blues - 1982
- Back to Mystery City - 1983
- Two Steps from the Move - 1984

### Demolition 23
- Demolition 23 - 1994 - Music For Nations CDMFN 176

### New York Dolls
- One Day It Will Please Us to Remember Even This (2006)

- Cause I Sez So (2009)